# Список видов семейства Hersiliidae
Список всех описанных видов пауков семейства Hersiliidae на 4 декабря 2013 года. 11 родов, 145 видов.

## Deltshevia
Deltshevia Marusik & Fet, 2009
- Deltshevia danovi Marusik & Fet, 2009 — Туркменистан, Казахстан
- Deltshevia gromovi Marusik & Fet, 2009 — Узбекистан, Казахстан

## Duninia
Duninia Marusik & Fet, 2009
- Duninia baehrae Marusik & Fet, 2009 — Туркменистан, Иран
- Duninia darvishi Marshamsi & Marusik, 2013 — Иран
- Duninia rheimsae Marusik & Fet, 2009 — Иран

## Hersilia
Hersilia Audouin, 1826
- Hersilia albicomis Simon, 1887 — Гана, Кот-д'Ивуар, Экваториальная Гвинея, Нигерия
- Hersilia albinota Baehr & Baehr, 1993 — Китай
- Hersilia albomaculata Wang & Yin, 1985 — Китай
- Hersilia aldabrensis Foord & Dippenaar-Schoeman, 2006 — Альдабра, Коморские острова
- Hersilia alluaudi Berland, 1920 — Конго, Танзания
- Hersilia arborea Lawrence, 1928 — Намибия, Зимбабве, Южная Африка
- Hersilia asiatica Song & Zheng, 1982 — Китай, Таиланд, Лаос, Тайвань
- Hersilia australiensis Baehr & Baehr, 1987 — Северные Территории
- Hersilia baforti Benoit, 1967 — Конго, Уганда
- Hersilia baliensis Baehr & Baehr, 1993 — Лаос, Бали
- Hersilia bifurcata Baehr & Baehr, 1998 — Северные Территории
- Hersilia bubi Foord & Dippenaar-Schoeman, 2006 — Экваториальная Гвинея, Уганда
- Hersilia carobi Foord & Dippenaar-Schoeman, 2006 — Кот-д'Ивуар
- Hersilia caudata Audouin, 1826 — Кабо-Верде, от Западной Африки до Китая
- Hersilia clarki Benoit, 1967 — Зимбабве
- Hersilia clypealis Baehr & Baehr, 1993 — Таиланд
- Hersilia deelemanae Baehr & Baehr, 1993 — Суматра
- Hersilia eloetsensis Foord & Dippenaar-Schoeman, 2006 — Мадагаскар
- Hersilia facialis Baehr & Baehr, 1993 — Суматра
- Hersilia feai Baehr & Baehr, 1993 — Мьянма
- Hersilia flagellifera Baehr & Baehr, 1993 — Лаос, Суматра
- Hersilia furcata Foord & Dippenaar-Schoeman, 2006 — Конго
- Hersilia hildebrandti Karsch, 1878 — Танзания
- Hersilia igiti Foord & Dippenaar-Schoeman, 2006 — Руанда
- Hersilia impressifrons Baehr & Baehr, 1993 — Борнео
- Hersilia incompta Benoit, 1971 — Кот-д'Ивуар
- Hersilia insulana Strand, 1907 — Мадагаскар
- Hersilia jajat Rheims & Brescovit, 2004 — Борнео
- Hersilia kerekot Rheims & Brescovit, 2004 — Борнео
- Hersilia kinabaluensis Baehr & Baehr, 1993 — Борнео
- Hersilia lelabah Rheims & Brescovit, 2004 — Борнео
- Hersilia longbottomi Baehr & Baehr, 1998 — Западная Австралия
- Hersilia longivulva Sen, Saha & Raychaudhuri, 2010 — Индия
- Hersilia madagascariensis (Wunderlich, 2004) — Мадагаскар, Коморские острова
- Hersilia madang Baehr & Baehr, 1993 — Новая Гвинея
- Hersilia mainae Baehr & Baehr, 1995 — Западная Австралия
- Hersilia martensi Baehr & Baehr, 1993 — Непал, Таиланд
- Hersilia mboszi Foord & Dippenaar-Schoeman, 2006 — Камерун, Кот-д'Ивуар
- Hersilia mimbi Baehr & Baehr, 1993 — Западная Австралия
- Hersilia mjoebergi Baehr & Baehr, 1993 — Суматра
- Hersilia moheliensis Foord & Dippenaar-Schoeman, 2006 — Коморские острова
- Hersilia montana Chen, 2007 — Тайвань
- Hersilia mowomogbe Foord & Dippenaar-Schoeman, 2006 — Камерун, Конго
- Hersilia nentwigi Baehr & Baehr, 1993 — Ява, Суматра, Кракатау
- Hersilia nepalensis Baehr & Baehr, 1993 — Непал
- Hersilia novaeguineae Baehr & Baehr, 1993 — Новая Гвинея
- Hersilia occidentalis Simon, 1907 — Западная, Центральная, Восточная Африка, Принсипи
- Hersilia okinawaensis Tanikawa, 1999 — Япония
- Hersilia orvakalensis Javed, Foord & Tampal, 2010 — Индия
- Hersilia pectinata Thorell, 1895 — Мьянма, Борнео, Филиппины
- Hersilia pungwensis Tucker, 1920 — Зимбабве
- Hersilia sagitta Foord & Dippenaar-Schoeman, 2006 — Кения, Малави, Танзания, Южная Африка
- Hersilia savignyi Lucas, 1836 — Шри-Ланка, от Индии до Филиппин
- Hersilia scrupulosa Foord & Dippenaar-Schoeman, 2006 — Кения
- Hersilia selempoi Foord & Dippenaar-Schoeman, 2006 — Кения
- Hersilia sericea Pocock, 1898 — Восточная, Южная Африка
- Hersilia serrata Dankittipakul & Singtripop, 2011 — Таиланд
- Hersilia setifrons Lawrence, 1928 — Ангола, Намибия, Южная Африка
- Hersilia sigillata Benoit, 1967 — Габон, Кот-д'Ивуар, Конго, Уганда
- Hersilia simplicipalpis Baehr & Baehr, 1993 — Таиланд
- Hersilia striata Wang & Yin, 1985 — Индия, Китай, Мьянма, Таиланд, Тайвань, Ява, Суматра
- Hersilia sumatrana (Thorell, 1890) — Индия, Малайзия, Суматра, Борнео
- Hersilia sundaica Baehr & Baehr, 1993 — Таиланд, Ломбок, Сумбава
- Hersilia taita Foord & Dippenaar-Schoeman, 2006 — Кения
- Hersilia taiwanensis Chen, 2007 — Тайвань
- Hersilia tamatavensis Foord & Dippenaar-Schoeman, 2006 — Мадагаскар
- Hersilia tenuifurcata Baehr & Baehr, 1998 — Западная Австралия
- Hersilia thailandica Dankittipakul & Singtripop, 2011 — Таиланд
- Hersilia tibialis Baehr & Baehr, 1993 — Индия, Шри-Ланка
- Hersilia vanmoli Benoit, 1971 — Кот-д'Ивуар, Того
- Hersilia vicina Baehr & Baehr, 1993 — Таиланд
- Hersilia vinsoni Lucas, 1869 — Мадагаскар
- Hersilia wellswebberae Baehr & Baehr, 1998 — Северные Территории
- Hersilia wraniki Rheims, Brescovit & van Harten, 2004 — Йемен, Сокотра
- Hersilia xieae Yin, 2012 — Китай
- Hersilia yaeyamaensis Tanikawa, 1999 — Япония
- Hersilia yunnanensis Wang, Song & Qiu, 1993 — Китай

## Hersiliola
Hersiliola Thorell, 1870
- Hersiliola afghanica Roewer, 1960 — Афганистан
- Hersiliola bayrami Danisman et al., 2012 — Турция
- Hersiliola eltigani El-Hennawy, 2010 — Судан
- Hersiliola esyunini Marusik & Fet, 2009 — Узбекистан
- Hersiliola foordi Marusik & Fet, 2009 — Иран
- Hersiliola lindbergi Marusik & Fet, 2009 — Афганистан
- Hersiliola macullulata (Dufour, 1831) — Средиземноморье, Мали
- Hersiliola simoni (O. P.-Cambridge, 1872) — Средиземноморье, Нигерия
- Hersiliola sternbergsi Marusik & Fet, 2009 — Туркменистан, Узбекистан, Иран
- Hersiliola turcica Marusik, Kunt & Yagmur, 2010 — Турция
- Hersiliola versicolor (Blackwall, 1865) — Кабо-Верде
- Hersiliola xinjiangensis (Liang & Wang, 1989) — Узбекистан, Китай

## Iviraiva
Iviraiva Rheims & Brescovit, 2004
- Iviraiva argentina (Mello-Leitao, 1942) — Бразилия, Боливия, Парагвай, Аргентина
- Iviraiva pachyura (Mello-Leitao, 1935) — Бразилия, Парагвай, Аргентина

## Murricia
Murricia Simon, 1882
- Murricia cornuta Baehr & Baehr, 1993 — Сингапур
- Murricia crinifera Baehr & Baehr, 1993 — Шри-Ланка
- Murricia hyderabadensis Javed & Tampal, 2010 — Индия
- Murricia trapezodica Sen, Saha & Raychaudhuri, 2010 — Индия
- Murricia triangularis Baehr & Baehr, 1993 — Индия
- Murricia uva Foord, 2008 — от Камеруна до Уганды, ввезены во Флориду

## Neotama
Neotama Baehr & Baehr, 1993
- Neotama corticola (Lawrence, 1937) — Южная Африка
- Neotama cunhabebe Rheims & Brescovit, 2004 — Перу, Бразилия
- Neotama forcipata (F. O. P.-Cambridge, 1902) — от Мексики до Сальвадора
- Neotama longimana Baehr & Baehr, 1993 — Ява, Суматра
- Neotama mexicana (O. P.-Cambridge, 1893) — от США до Перу, Гайана
- Neotama obatala Rheims & Brescovit, 2004 — Перу, Бразилия, Гайана
- Neotama punctigera Baehr & Baehr, 1993 — Индия
- Neotama rothorum Baehr & Baehr, 1993 — Индия
- Neotama variata (Pocock, 1899) — Шри-Ланка

## Ovtsharenkoia
Ovtsharenkoia Marusik & Fet, 2009
- Ovtsharenkoia pallida (Kroneberg, 1875) — Центральная Азия

## Prima
Prima Foord, 2008
- Prima ansieae Foord, 2008 — Мадагаскар

## Promurricia
Promurricia Baehr & Baehr, 1993
- Promurricia depressa Baehr & Baehr, 1993 — Шри-Ланка

## Tama
Tama Simon, 1882
- Tama edwardsi (Lucas, 1846) — Испания, Португалия, Алжир

## Tamopsis
Tamopsis Baehr & Baehr, 1987
- Tamopsis amplithorax Baehr & Baehr, 1987 — Западная Австралия
- Tamopsis arnhemensis Baehr & Baehr, 1987 — Северные Территории, Квинсленд
- Tamopsis brachycauda Baehr & Baehr, 1987 — Квинсленд, Новый Южный Уэльс
- Tamopsis brevipes Baehr & Baehr, 1987 — Новый Южный Уэльс
- Tamopsis brisbanensis Baehr & Baehr, 1987 — Квинсленд, Новый Южный Уэльс
- Tamopsis centralis Baehr & Baehr, 1987 — Квинсленд
- Tamopsis circumvidens Baehr & Baehr, 1987 — Западная Австралия, Виктория
- Tamopsis cooloolensis Baehr & Baehr, 1987 — Квинсленд
- Tamopsis darlingtoniana Baehr & Baehr, 1987 — Западная Австралия
- Tamopsis daviesae Baehr & Baehr, 1987 — Квинсленд
- Tamopsis depressa Baehr & Baehr, 1992 — Западная Австралия, Северные Территории
- Tamopsis ediacarae Baehr & Baehr, 1988 — Южная Австралия
- Tamopsis eucalypti (Rainbow, 1900) — от Квинсленда до Южной Австралии
- Tamopsis facialis Baehr & Baehr, 1993 — Западная Австралия, Южная Австралия, Новый Южный Уэльс
- Tamopsis fickerti (L. Koch, 1876) — Квинсленд, Новый Южный Уэльс, Виктория
- Tamopsis fitzroyensis Baehr & Baehr, 1987 — Западная Австралия, Квинсленд
- Tamopsis floreni Rheims & Brescovit, 2004 — Борнео
- Tamopsis forrestae Baehr & Baehr, 1988 — Квинсленд
- Tamopsis gibbosa Baehr & Baehr, 1993 — Западная Австралия, Южная Австралия
- Tamopsis gracilis Baehr & Baehr, 1993 — Западная Австралия
- Tamopsis grayi Baehr & Baehr, 1987 — Новый Южный Уэльс
- Tamopsis harveyi Baehr & Baehr, 1993 — Северные Территории
- Tamopsis hirsti Baehr & Baehr, 1998 — Южная Австралия
- Tamopsis jongi Baehr & Baehr, 1995 — Западная Австралия
- Tamopsis kimberleyana Baehr & Baehr, 1998 — Западная Австралия
- Tamopsis kochi Baehr & Baehr, 1987 — Западная Австралия, Новый Южный Уэльс
- Tamopsis leichhardtiana Baehr & Baehr, 1987 — Западная Австралия, Северные Территории, Квинсленд
- Tamopsis longbottomi Baehr & Baehr, 1993 — Северные Территории
- Tamopsis mainae Baehr & Baehr, 1993 — Западная Австралия
- Tamopsis mallee Baehr & Baehr, 1989 — Западная, Южная Австралия, Новый Южный Уэльс
- Tamopsis minor Baehr & Baehr, 1998 — Западная Австралия
- Tamopsis nanutarrae Baehr & Baehr, 1989 — Западная Австралия
- Tamopsis occidentalis Baehr & Baehr, 1987 — Западная Австралия
- Tamopsis perthensis Baehr & Baehr, 1987 — Западная Австралия
- Tamopsis petricola Baehr & Baehr, 1995 — Квинсленд
- Tamopsis piankai Baehr & Baehr, 1993 — Западная Австралия
- Tamopsis platycephala Baehr & Baehr, 1987 — Квинсленд
- Tamopsis pseudocircumvidens Baehr & Baehr, 1987 — Западная Австралия, Южная Австралия, Северные Территории
- Tamopsis queenslandica Baehr & Baehr, 1987 — Квинсленд, Новый Южный Уэльс
- Tamopsis raveni Baehr & Baehr, 1987 — Квинсленд, Южная Австралия
- Tamopsis reevesbyana Baehr & Baehr, 1987 — Западная Австралия, Южная Австралия
- Tamopsis riverinae Baehr & Baehr, 1993 — Новый Южный Уэльс
- Tamopsis rossi Baehr & Baehr, 1987 — Западная Австралия
- Tamopsis transiens Baehr & Baehr, 1992 — Западная Австралия, Северные Территории, Виктория
- Tamopsis trionix Baehr & Baehr, 1987 — Квинсленд
- Tamopsis tropica Baehr & Baehr, 1987 — Северные Территории, Квинсленд
- Tamopsis tweedensis Baehr & Baehr, 1987 — Квинсленд, Новый Южный Уэльс
- Tamopsis warialdae Baehr & Baehr, 1998 — Новый Южный Уэльс
- Tamopsis wau Baehr & Baehr, 1993 — Новая Гвинея
- Tamopsis weiri Baehr & Baehr, 1995 — Западная Австралия

## Tyrotama
Tyrotama Foord & Dippenaar-Schoeman, 2005
- Tyrotama abyssus Foord & Dippenaar-Schoeman, 2005 — Южная Африка
- Tyrotama arida (Smithers, 1945) — Южная Африка
- Tyrotama australis (Simon, 1893) — Южная Африка
- Tyrotama bicava (Smithers, 1945) — Намибия
- Tyrotama fragilis (Lawrence, 1928) — Ангола, Намибия
- Tyrotama incerta (Tucker, 1920) — Южная Африка
- Tyrotama soutpansbergensis Foord & Dippenaar-Schoeman, 2005 — Южная Африка
- Tyrotama taris Foord & Dippenaar-Schoeman, 2005 — Южная Африка

## Yabisi
Yabisi Rheims & Brescovit, 2004
- Yabisi guaba Rheims & Brescovit, 2004 — Доминикана
- Yabisi habanensis (Franganillo, 1936) — США, Куба

## Ypypuera
Ypypuera Rheims & Brescovit, 2004
- Ypypuera crucifera (Vellard, 1924) — от Венесуэлы до Аргентины
- Ypypuera esquisita Rheims & Brescovit, 2004 — Эквадор
- Ypypuera vittata (Simon, 1887) — Венесуэла, Перу, Бразилия, Суринам